# Kutue Tessera
La Kutue Tessera è una struttura geologica della superficie di Venere.